# Romain Brégerie
Romain Brégerie est un ancien footballeur né le 9 août 1986 à Talence. Durant sa carrière, il évoluait au poste de defenseur central.

## Carrière
Romain Brégerie intègre le centre de formation de Bordeaux en 2001 et signe son premier contrat professionnel en 2006. Il est prêté pour une saison au FC Sète, un club de National, où il tient le poste de défenseur central ou de latéral droit. Il dispute 24 rencontres de championnat et inscrit 2 buts.
De retour à Bordeaux, Brégerie est remplaçant en championnat, il n'entre pas en jeu en Ligue 1 mais évolue en CFA avec la réserve. Il dispute également trois rencontres de Coupe UEFA lors de la saison 2007-2008, sa première titularisation a lieu en octobre 2007 face au club finlandais de Tampere. À l'intersaison, il s'engage pour trois ans avec le FC Metz, qui évolue en Ligue 2.En janvier 2010, il est prêté à LB Châteauroux (L2) pour 6 mois.
Lors de son retour de prêt, en juin 2010, le nouvel entraîneur du FC Metz Dominique Bijotat décide de le nommer capitaine de l'équipe. Il inscrit son premier but en championnat sur pénalty le 15 octobre 2010 lors de la 10e journée de championnat, contribuant à la victoire 3-1 du FC Metz contre le Dijon FCO. 
En mai 2014, alors que le FC Metz fêtait son retour en Ligue1, avec la 
meilleure défense du championnat, Romain Brégerie et ses coéquipiers, qui venaient d'être relégués en Bundesliga 3,  étaient invités 
par leurs supporters à quitter la ville en moins d'une heure. Romain Brégerie s'engage alors avec Damstadt 98 promu en Bundesliga 2. Il réalise une saison digne des plus grands stoppeurs en inscrivant 6 buts (2e meilleur buteur du club) et en délivrant deux passes décisives, il devient ainsi un des chouchous du Bollenfaltor et s'impose comme un véritable roc défensif de la formation aux lys. Son placement et son anticipation lui permettent d'être toujours le premier sur le ballon, en effet il ne récolte que deux cartons jaunes sur l'ensemble de la saison. Il participe ainsi à la montée historique du SV Darmstadt 98 en Bundesliga 1. À la suite de cette saison exceptionnelle et libre de tout contrat de nombreux clubs le courtisent, il décide finalement de s'engager avec le FC Ingolstadt 04 pour une durée de trois ans. 
Romain Brégerie compte cinq sélections en équipe de France des moins de 20 ans de football.